# 프리덤 라이터스 다이어리
《프리덤 라이터스 다이어리》(The Freedom Writers Diary)는 1999년 미국에서 출간된 수필이다. 2007년 대한민국에서 《프리덤 라이터스 다이어리》의 제목으로 한국어로 번역 출간되었다.

## 개요
- 작가: The Freedom Writers with Erin Gruwell
- 국가: 미국
- 언어: 영어
- 주제: 일기
- 장르: 수필
- 출판사: Random House
- 출판 년도: 1999년
- 페이지 수: 277쪽

## 내용
이 1999년에 쓴 수필이다. 이 책은 2007년에 상영된 힐러리 스왱크 주연의 프리덤 라이터스의 바탕이 된 책이다. 프리덤 라이터스 다이어리는 에린 그루웰이 그녀의 학생들에게 자신이 겪어 온 문제에서부터 앞으로 겪을 문제들에 대해서 써 달라고 했던 일기로부터 만들어졌다. 프리덤 라이터스 다이어리라는 이름은 1960년대 시민권운동 단체인 프리덤 라이더스(Freedom Riders)의 이름에서 따왔다.
그루웰은 그녀의 학생들 중 한 명이 인종차별적인 그림을 그리고 학생들에게 관용에 대해서 가르쳐야겠다는 생각이 들었다. 그녀는 인종차별적인 그림을 가지고 나치 선전 그림 기법을 비교해 가르쳤지만, 학생들 중 단 한 명만이 유대인 대학살에 대해서 들어봤다는 사실에 충격을 먹었다. 그래서 그녀는 《안네의 일기》와 《즐라타의 일기》를 읽고 느낀 점을 써보라고 시키면서 그녀의 수업 방식을 바꿨다.
지금 현재 더 프리덤 라이터스 재단은 수업에서 했던 것과 유사하게 활동하고 철학을 유지하며 수업에서 진행된 과정을 따르고 있으며, The Freedom Writers가 원하는 꿈을 이루기 위해 노력하고 있다.

## 줄거리
23세의 영어 교사 에린 그루웰은 “공부에 열정이 없고", "다른 사람들이 위험하게” 느끼는 학생들과 반에서 만났다. 어느 날 그녀는 인종차별주의 그림이 그려져 있는 종이를 보고, 화가 나서 이것은 유대인 대학살을 이끈 그림과 명백하게 같은 종류라고 말했다. 그래서 그녀와 그녀의 학생들은 《안네의 일기》와 《즐라타의 일기》를 그들의 지침서로 이용했고, 편견과 오해에 대한 삶의 변화, 관점의 변화 등에 대해서 긴 가르침을 시작했다. 그들은 일기에 자신의 생각과 느낌을 기록하고, 책으로 출판했으며 시민권 운동가인 “The Freedom Riders”에 대한 경의로  “Freedom Writers”라는 이름을 따오면서 스스로를 되새겨 보는 활동을 가졌고, 자신의 삶을 편견 없이 볼 수 있도록 배웠다.
“Read-a-thon for Tolerance”를 통해 마련한 자금을 통해 그들은 캘리포니아주로 그들을 방문할 Frank의 가족을 숨겨준 네덜란드 여성인 밉 히스를 만날 계획을 세웠다. 그리고 이곳에서 그녀는 에린 그루웰의 학생들이 “진정한 영웅”이라고 말과 함께 서로 얘기를 나누었다. 그들의 노력은 잡지 피플에 취재되었고, “Prime Time Live”와 “All Things Considered”에 출연하고, 미국 국무 장관인 리처드 라일리와의 만남을 가지면서 인식의 관점과 교육적인 면에서 모두 좋은 결과를 도모했다. 고등학교 재학 중에 이러한 활동을 하면서 학교생활을 보냈던 150명의 Freedom Writer들은 현재 모두 고등학교를 졸업했고, 그 중 대다수는 현재 대학교에서 재학 중이다.

## 학교에서의 금지 도서
2008년 3월 11일에 인디애나주 인디애나폴리스에 있는 페리 머리디언 고등학교 영어 교사 코니 히어먼은 1년 반 동안 어떠한 지불 없이 교육위원회의 명령을 따르지 않은 채 수업에서 프리덤 라이터스를 사용했다는 의심을 받았었다. 관리자는 이 책의 일부분인 인종 비방과 성적 내용에 대해 반대하고, 수업에 사용하지 말라는 명령을 내렸다. 하지만 히어먼은 지난 해에 허가를 받았고, 책을 기반으로 열린 워크숍에 참가할 수 있는 그리고 그는 학부모님들에게 학교 행사에 참가하는 아동을 위해 학교에 제출하는 승낙서를 받아냈기 때문에 계속에서 이 책을 수업에 사용했다. 그러자 교육위원회는 히어먼이 책을 사용하는 허가를 받는 규칙을 준수하지 않았다고 주장하면서 다시 한번 책 사용에 대해 제재를 가했다. 에린 그루웰은 “책을 읽는 10대들을 위한 가장 좋은 방식은 이 책을 금지하는 것이다”라는 말을 하면서 논쟁에 의견을 밝히면서 책의 사용을 금지하는 쪽으로 굳혀져 갔지만, 교육부 권위자인 누군가가 “너희들의 책을 우리에게 달라고 하면서, 나는 분명이 이 책에 인상 깊고 강렬한 무언가가 있을 것이라고 확신한다.”라고 말하자. 학교에서 책을 금지하는 소동은 마무리가 되고 다시 학교에서 이 책을 이용하면서 수업을 하는 것이 가능해졌다.

## 추가 문헌
- Diary of a Freedom Writer, Garrett, Darius, 2013, Tate Publishing, 978-1625635808